# Morris Oxford
Morris Oxford – samochód osobowy produkowany w latach 1913-1971 przez Morris Motor Company, następnie British Motor Corporation (od 1952 roku) a w końcowych latach przez British Leyland (od 1968 roku).
Oxford był pierwszym samochodem wyprodukowanym przez przedsiębiorstwo Morris, który opuścił fabrykę 28 marca 1913 roku. Nazwa modelu pochodziła od Oksfordu, na przedmieściach którego (w Cowley) znajdowała się fabryka. Pojazd ten cieszył się dużą popularnością, którą zawdzięczał przede wszystkim bardzo przystępnej cenie. Produkcja kolejnych modeli pod nazwą Oxford trwała do 1935 roku.
Model Oxford zaprezentowany został po raz kolejny w 1948 roku, jako mały samochód rodzinny, dostępny w wersjach sedan i kombi. W latach 1954–1961 na rynek wypuszczonych zostało pięć kolejnych generacji pojazdu, w tym Morris Oxford III, na bazie którego opracowany został produkowany w Indiach Hindustan Ambassador. Ostatecznie produkcja modelu Oxford zakończona została w 1971 roku.

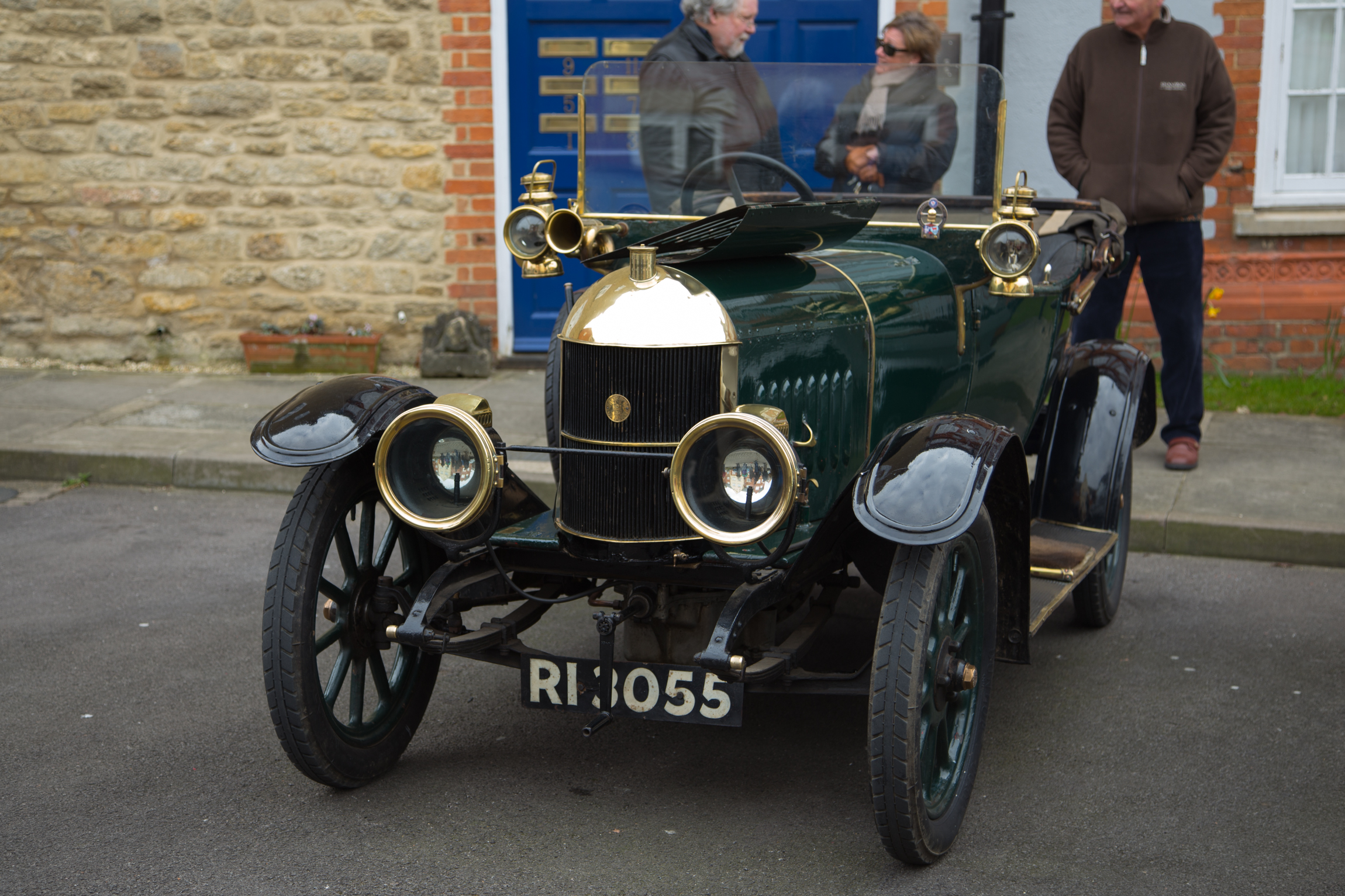
Morris Oxford "Bullnose" (1913)
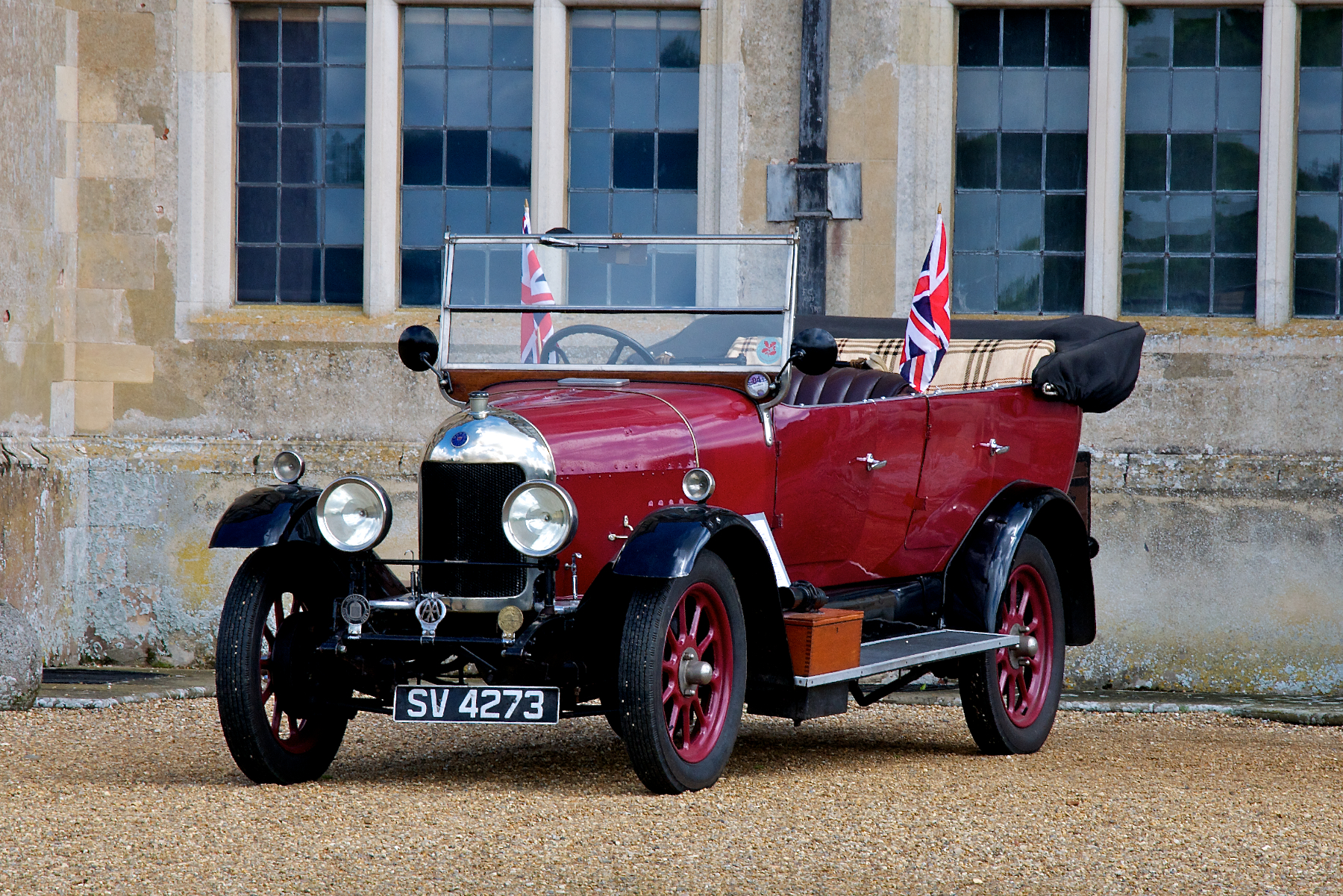
Morris Oxford (1925)
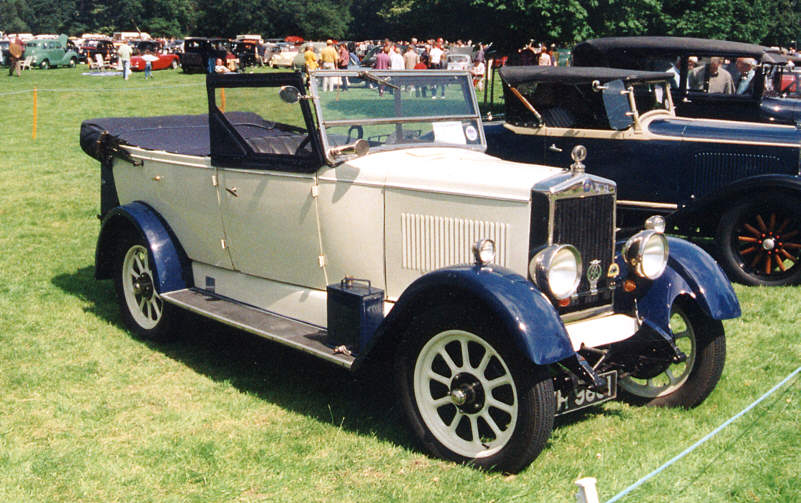
Morris Oxford "Flatnose" (1927)
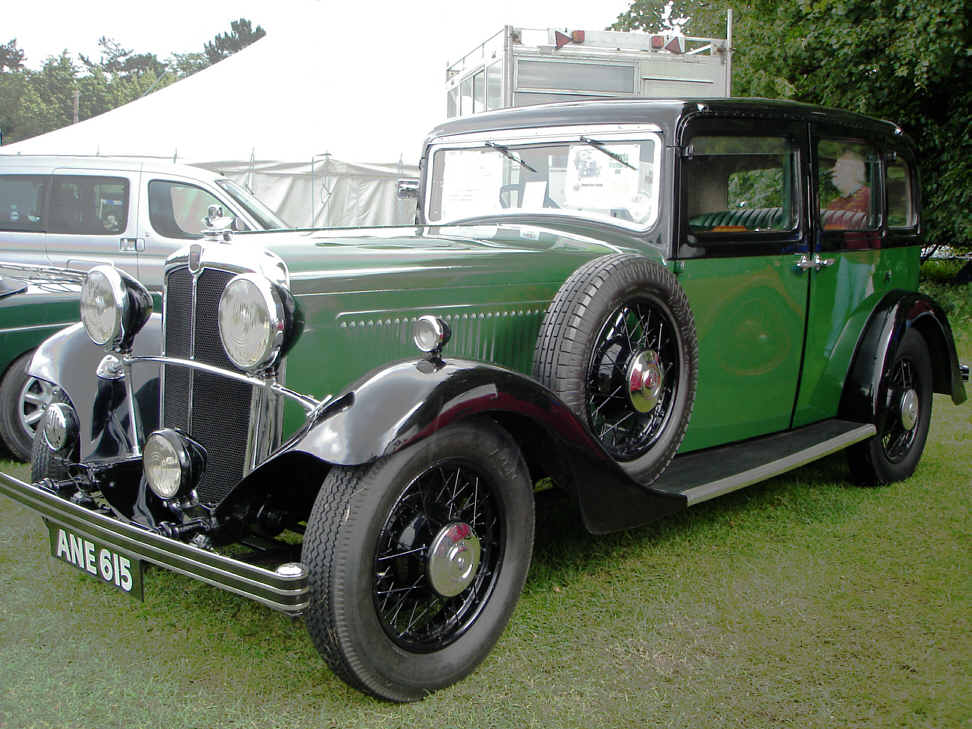
Morris Oxford (1934)
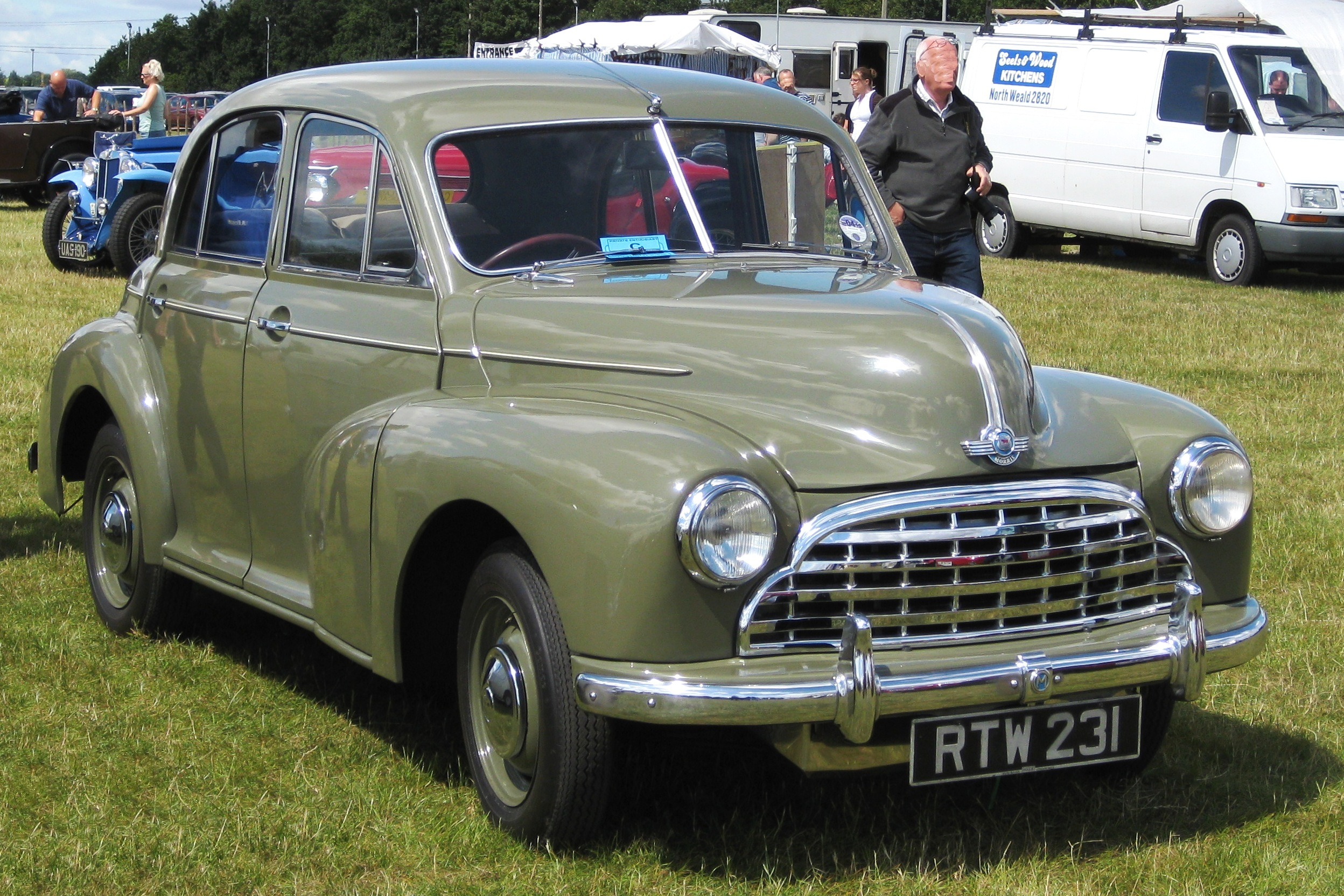
Morris Oxford MO (1948-1954)
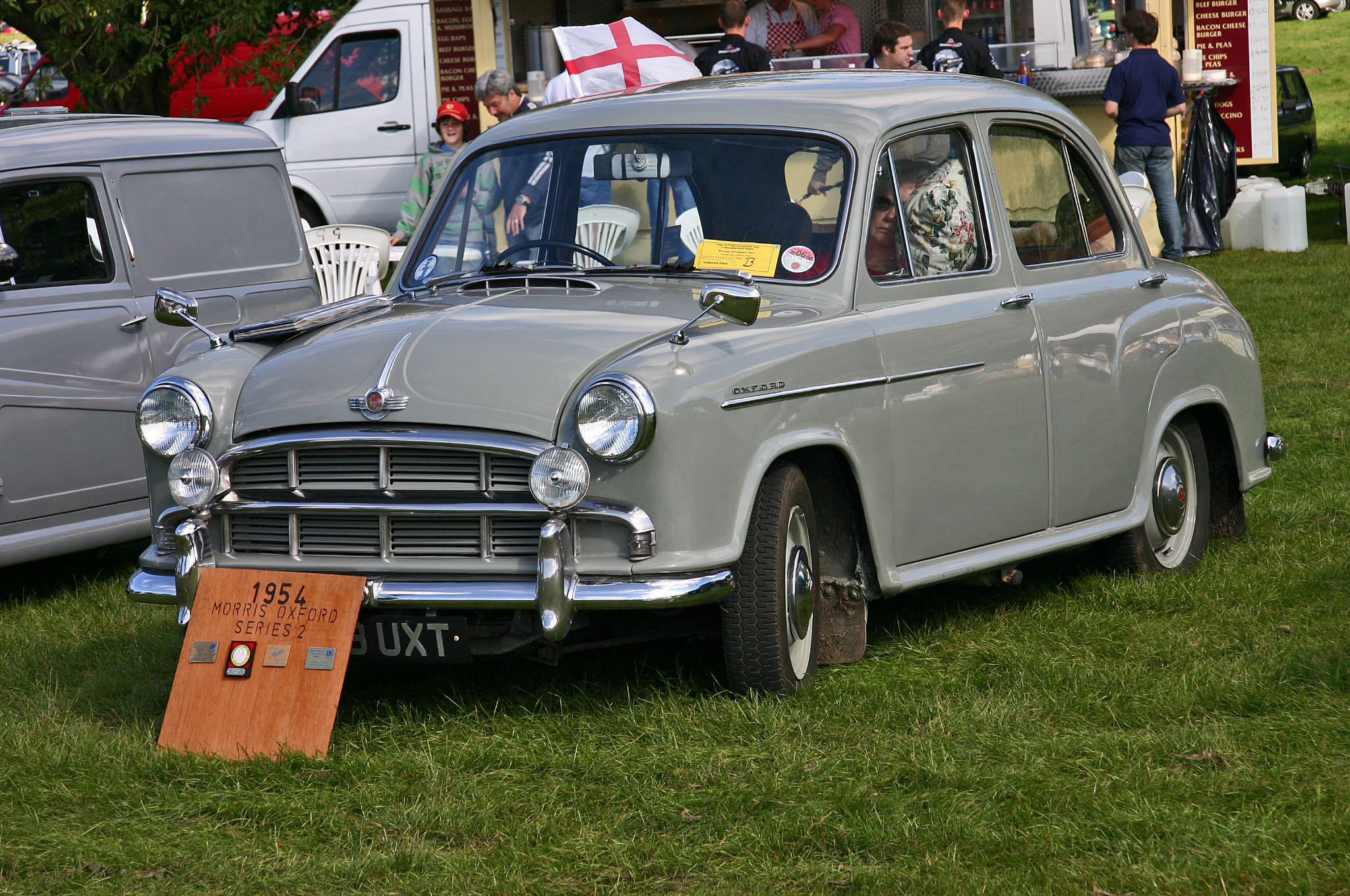
Morris Oxford II (1954-1956)
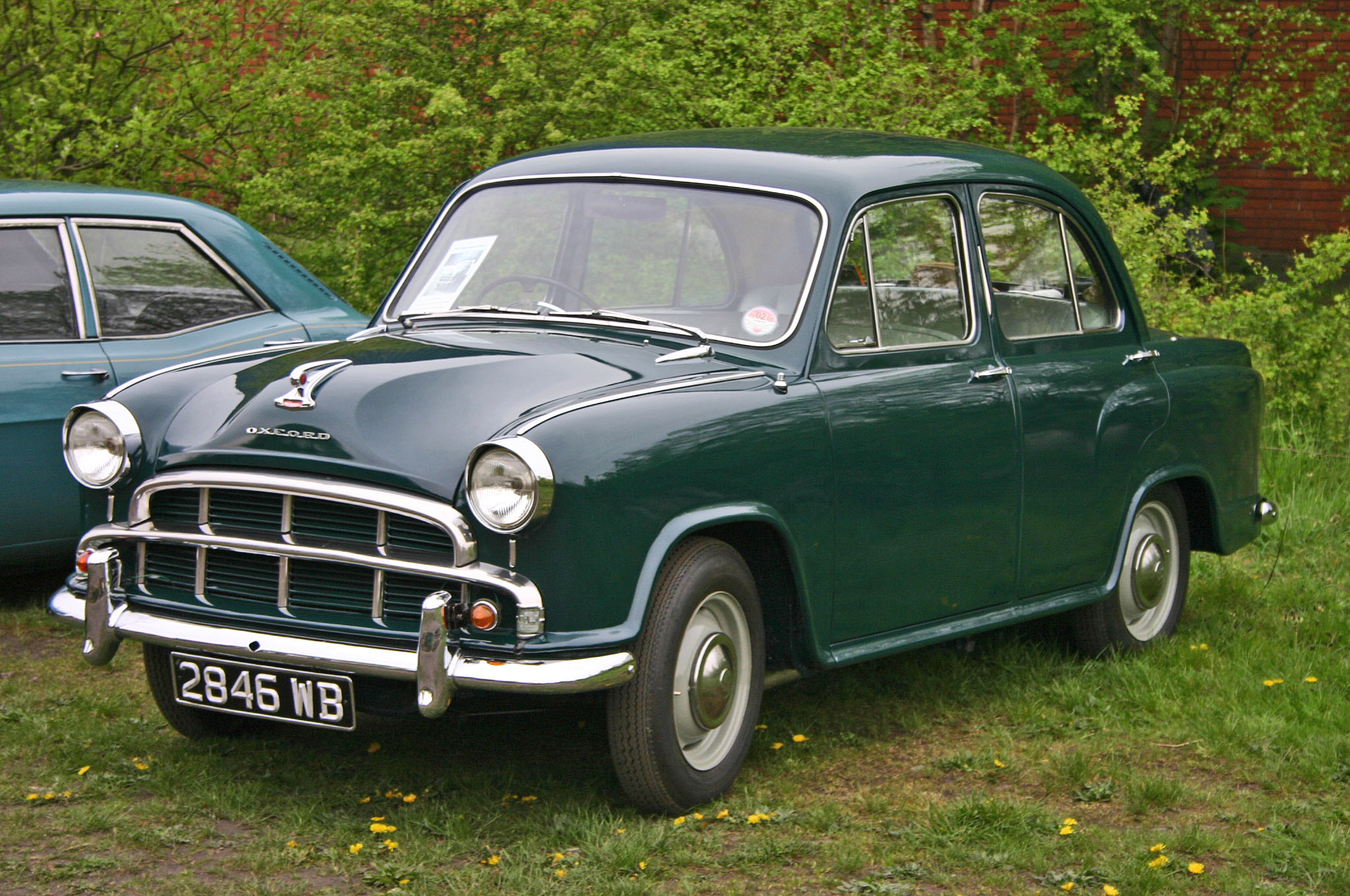
Morris Oxford III (1956-1959)
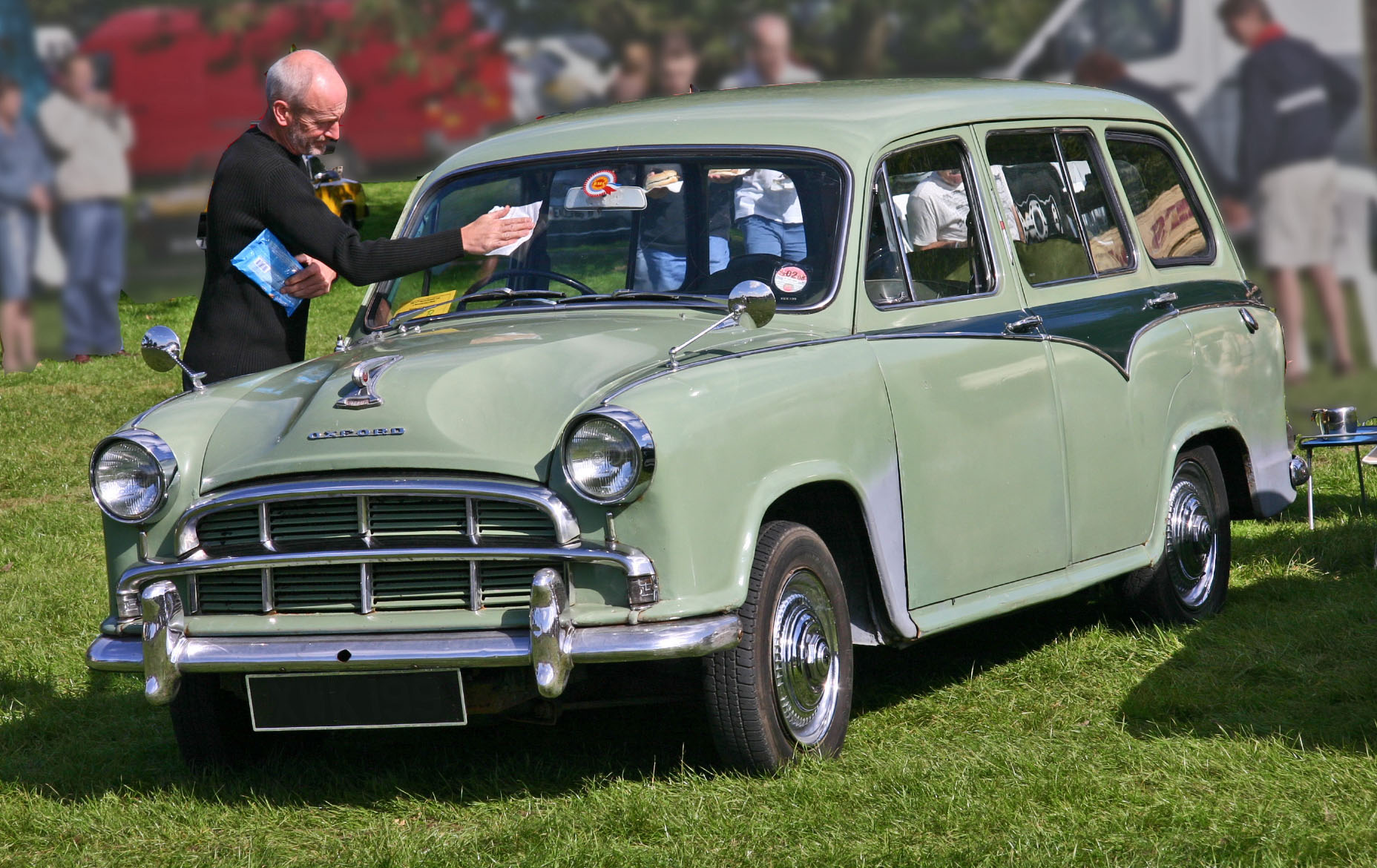
Morris Oxford IV (1957-1960)
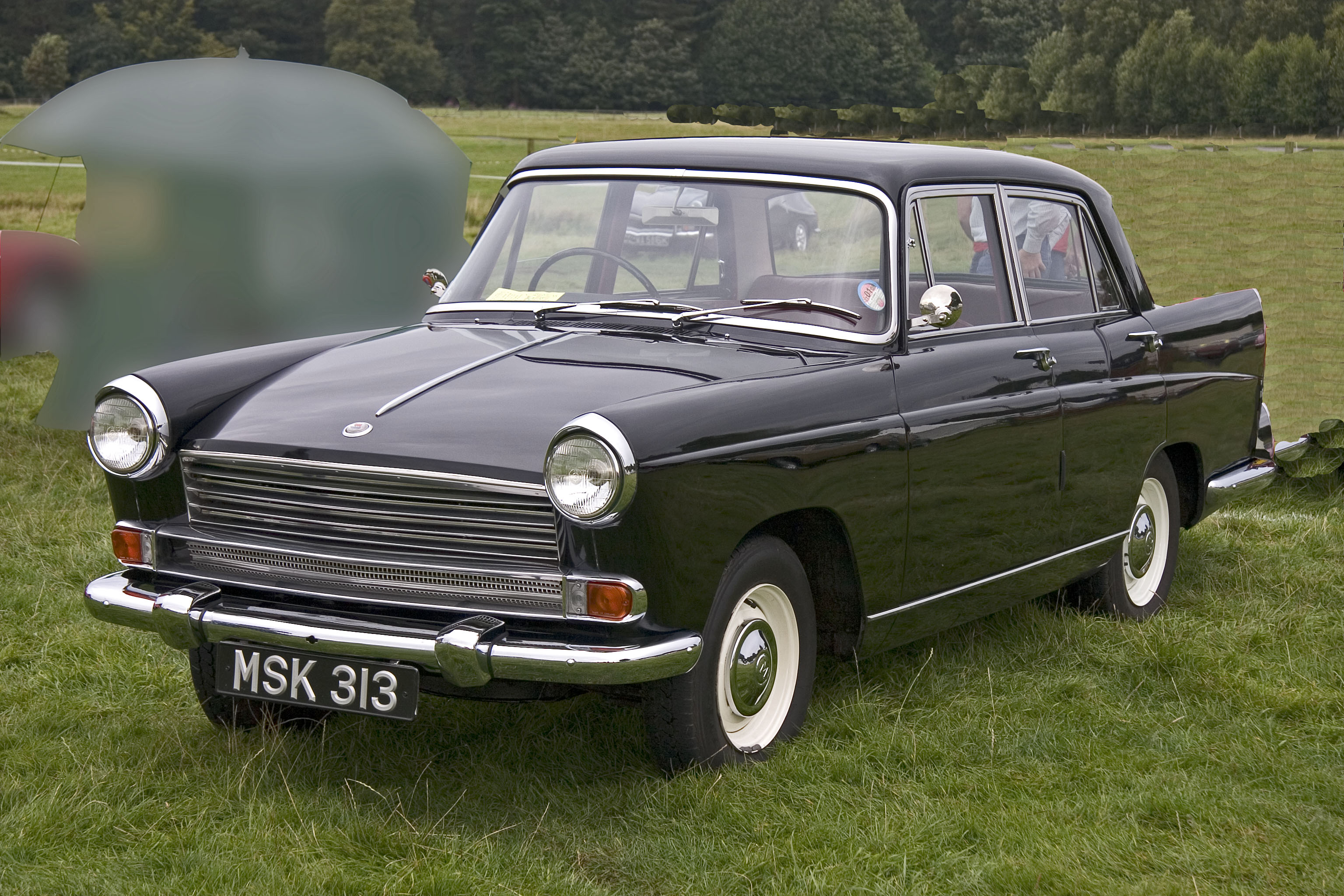
Morris Oxford V (1959-1961)